# Edwards Point (udde i Australien)
Edwards Point är en udde i Australien. Den ligger i kommunen Greater Geelong och delstaten Victoria, omkring 50 kilometer sydväst om delstatshuvudstaden Melbourne.
Närmaste större samhälle är Clifton Springs, omkring 14 kilometer nordväst om Edwards Point. 
Genomsnittlig årsnederbörd är 939 millimeter. Den regnigaste månaden är juni, med i genomsnitt 128 mm nederbörd, och den torraste är januari, med 44 mm nederbörd.